# Bollettino della Società Paleontologica Italiana
Bolletino della Societa Paleontologicà Italiana is een Italiaans, aan collegiale toetsing onderworpen wetenschappelijk tijdschrift op het gebied van de paleontologie. De naam wordt in literatuurverwijzingen meestal afgekort tot B. Soc. Paleontol. Ital. Het is opgericht in 1960.